# 安来めぐ
安来 めぐ（あんらい めぐ、1982年12月12日 - ）は、日本の元AV女優。かつてはイオンプロモーションに所属していた。
東京都出身。身長:158cm、スリーサイズ:B83（Cカップ）、W56、H85。血液型：O型。

## 略歴
2001年10月に『ラブ・フェロモン 初めての変態』でh.m.p専属女優としてAVデビュー。
2002年6月にセルデビュー。
現在は引退している。

## 作品

### アダルトDVD
- ラブ・フェロモン 初めての変態（2001年10月31日、h.m.p）
- ノーパン社長秘書 いつでも、どこでも、犯してください（2001年11月30日、h.m.p）
- レースクィーン(裏)物語（2001年12月31日、h.m.p）
- 涙の教育実習生4（2002年1月24日、h.m.p）
- ミニスカ・ウェイトレス4（2002年2月23日、h.m.p）
- スウィートリップ（2002年3月29日、KUKI）
- 奥までびしょ濡れ（2002年4月26日、KUKI）
- 超股間のアングル（2002年6月1日、ワンズファクトリー）
- プライベート・メグ（2002年6月1日、MOODYZ）
- こってりナメて、じっくりハメて（2002年7月15日、MOODYZ）
- BeJean 16（2002年7月19日、桃太郎映像出版）
- ドリームウーマン DREAM WOMAN VOL.8（2002年8月1日、MOODYZ）
- 社長の愛人（2002年8月8日、ドリームチケット）他出演:柚木真奈、零忍
- GOLDEN LUCKY!! 01（2002年8月21日、ドリームチケット）他出演:桃井望、川村智花
- The Idol（2002年8月23日、KUKI）
- Wet*Girl 2（2002年9月5日、ドリームチケット）他出演:高原ジュリ、湯川えり
- 劇画ボンバー（2002年9月6日、ワープエンタテインメント）
- Angel（2002年9月8日、アイデアポケット）
- EROSTY DOLL（2002年10月15日、MOODYZ）
- あゆ・コス（2002年10月23日、ミリオン）
- 変身コスプレ少女 魔女っ子めぐチャン（2002年11月15日、MOODYZ）
- 痴女酔拳（2002年12月15日、MOODYZ）
- コスプレックス 3（2003年2月7日、桃太郎映像出版）
- 安来めぐ&深芳野のわくわく痴漢ランド 2（2003年4月5日、ディープス）共演:深芳野
- 深芳野&安来めぐ&平井まりあのわくわく痴漢ランド 3（2003年4月19日、ディープス）共演:深芳野、平井まりあ
- ナイスバディをやっつけろ!! 2（2002年5月23日、KUKI）共演:大迫ゆみ
- おんなのこのおなにー 4（2003年6月5日、ディープス）他多数出演
- FALL IN LOVE（2003年7月10日、トライハートコーポレーション）
- 堕天使X（2003年8月10日、宇宙企画）
- ファイナルバトル（2003年8月16日、忠実堂）
- いつ見ても超〜かわいい！安来めぐ（2003年9月5日、ナチュラルハイ）
- ファーストフェロモン
- 初めての変態
- フェイス54
- 淫女
- 男をダメにする女